# Natuurlijk werkloosheidspercentage
Het natuurlijk werkloosheidspercentage is een concept uit de economische wetenschap, dat in de jaren zestig met name door de Amerikaanse economen Milton Friedman en Edmund Phelps werden ontwikkeld. 
Het natuurlijk werkloosheidspercentage staat voor het hypothetische werkloosheidspercentage waar de geaggregeerde productie in overeenstemming is met het langetermijnniveau. Dit niveau komt overeen met de geaggregeerde productie bij afwezigheid van diverse tijdelijke fricties: zoals onvolledige prijsaanpassingen in arbeid- en goederenmarkten. Het natuurlijke werkloosheidspercentage komt daarom overeen met het werkloosheidspercentage dat neo-klassieke economie tot stand komt. 
Het natuurlijke werkloosheidspercentage wordt voornamelijk door de aanbodzijde van de economie en daarmee door de productiemogelijkheden en economische instituties bepaald. Als permanente misallocatie en/of reële loonrigiditeiten in de arbeidsmarkt onder deze institutionele kenmerken telt, kan de natuurlijke werkloosheid voor een deel ook uit onvrijwillige werkloosheid bestaan.
Het optreden van verstoringen (bijvoorbeeld cyclische verschuivingen in investeringssentimenten) zal ervoor zorgen dat de hoogte van de werkelijke werkloosheid rondom het natuurlijke werkloosheidspercentage zal fluctueren en gedeeltelijk zal worden bepaald door geaggregeerde vraagfactoren zoals onder een keynesiaanse visie op de determinanten van de output. De implicatie voor het beleid is dat het natuurlijk werkloosheidspercentage niet permanent kan worden verlaagd door vraagstimulerende maatregelen (waaronder monetair beleid), maar dat zulke maatregelen wel een rol kunnen spelen bij het stabiliseren van de variaties in de werkelijke werkloosheid. Verlagingen in het natuurlijk werkloosheidspercentage moeten, volgens het concept, worden bereikt door structureel beleid dat zich op de aanbodzijde van de economie richt.